# Carex chosenica
Carex chosenica är en halvgräsart som beskrevs av Jisaburo Ohwi. Carex chosenica ingår i släktet starrar, och familjen halvgräs. Inga underarter finns listade i Catalogue of Life.